# Восток (ракета-носій)
Восток — трьохступенева ракета-носій (РН), для запуску космічних апаратів (далі КА). Усі ступені працюють на рідкому паливі.
За допомогою РН «Восток» були підняті на орбіту Землі всі космічні апарати серії Восток, КА Луна-1 — Луна-3, деякі штучні супутники Землі серії Космос, Метеор і Електрон.
Перший запуск (невдалий) відбувся 23 вересня 1958 року (Луна-1A), перший успішний — 2 січня 1959 року (Луна-1). Запуск ракети-носія з першим пілотованим космічним кораблем «Восток» відбувся 12 квітня 1961. РН є частиною сімейства Р-7.

## Історія створення
У період запусків радянських космічних кораблів (КК) «Восток» цю РН у пресі називали «потужною багатоступеневою ракетою-носієм», або «космічною багатоступеневою ракетою». Своє ім'я вона несподівано здобула в 1967 р., коли вперше була продемонстрована світу на авіасалоні в Ле-Бурже, у Франції. Саме тоді на її борту з'явилося слово «Восток».
Триступенева РН «Восток» — перший носій пілотованих космічних кораблів. Її створили в ОКБ-1 в 1959—1960 рр. на базі двоступеневої міжконтинентальної балістичної ракети Р-7 (8К71 Супутник) із додаванням 3-го ступеня від РН 8К72 (яка запускала до Місяця перші автоматичні станції). Виявилося, що ця ракета (з деякими доробками) здатна вивести на орбіту КК масою до 4,5 тонн.

## Конструкція
Ракета-носій складається з трьох ступенів. 1-й і 2-й ступені складаються з 5 блоків: центрального (довжиною 28,75 м, найбільший діаметр 2,95 м) і 4 бічних (довжиною 19,8 м, найбільший діаметр 2,68 м). Бічні блоки мають конічну форму і розташовані симетрично навколо центрального блока. Бічні блоки можуть відокремлюватися від центрального в польоті перед закінченням роботи двигунів. 3-й ступінь встановлений на центральному блоці і сполучається з ним стержнем. Кожен із блоків має власний двигун. Паливом є рідкий кисень і гас.
Рідинний ракетний двигун центрального блока — багатокамерний, має тягу 941 кН і складається з одного 4-камерного основного ракетного двигуна і 4 однокамерних рульових двигунів, камери яких закріплені на цапфах і можуть повертати рульові приводи, створюючи необхідні керуючі моменти.
РРД кожного бічного блоку має тягу 1 Н і складається з одного 4-камерного основного ракетного двигуна і 2 однокамерних рульових ракетних двигунів.
Однокамерний (одноразового включення) ракетний двигун 3-го ступеня тягою в 54,5 кН має 4 рульових сопла; питомий імпульс — 3173 м/с, маса ракетного двигуна — 121 кг, висота — 1,6 м, тиск у камері — 5 МПа, тривалість роботи — 430 секунд.
Основні й рульові ракетні двигуни кожного блока мають загальний турбонасосний агрегат. На хвостовій частині бічних блоків є повітряні керма, що створюють додаткові керуючі моменти на атмосферній ділянці траєкторії виведення.
Космічний апарат встановлюється на 3-ій ступені під головним обтічником, який захищає його від аеродинамічних навантажень при польоті в щільних шарах атмосфери.

## Цікаві Факти
- 12 квітня 1961 ракета-носій «Восток» вивела на орбіту навколо Землі пілотований космічний корабель «Восток» із першим космонавтом Землі, громадянином СРСР Юрієм Гагаріним.
- Ракета-носій «Восток» стала першою космічною ракетою-носієм для пілотованих польотів.
- Останній пуск «Востока» був здійснений 29 серпня 1991 року, коли на орбіту був виведений індійський супутник ІРС-1В, майже 33 роки експлуатації.
- На 1988 рік ціна запуску була приблизно 7,5 мільйонів доларів.
- Було здійснено близько 164 запуски (різних модифікацій), з них 15 невдалих і 2 частково невдалих. Це 10 % від усіх запусків.